# Dariusz Domański
Dariusz Domański est un éditeur, publiciste, animateur culturel, chroniqueur de théâtre et auteur de livres sur des questions culturelles né en 9 octobre 1963 à Cracovie.

## Biographie
Géologue de formation, il écrit son mémoire de diplôme sur la méthodologie préliminaire des études minéralogiques et chimiques des roches et des minéraux sous la direction de la professeure Irena Gucwa (d) à l'Institut de géologie Marian-Książkiewicz à Cracovie.
Il fait également des études de lettres polonaises à l'université Jagellonne.
Il a publié, entre autres, dans Życie Literackie (pl), Przekrój (pl), Gość Niedzielny (pl), Stolica (pl) et Głos – Tygodnik Nowohucki (pl). Il a également publié dans Goniec Teatralny, Arkada, Góra, Student et Gazeta Wyborcza.
De 1986 à 1990, il travaille pour Dziennik Polski et de 1990 à 1997 à Czas Krakowski (pl).
Il est l'auteur de plus de 500 entretiens et articles consacrés à des artistes de théâtre et scientifiques polonais. Il a initié de nombreux projets culturels comme les « Portraits d'artistes » du théâtre et du cinéma au Centre culturel Cyprian-Kamil-Norwid (pl).
Il a organisé une centaine d'événements culturels dédiés à la mémoire de Tytus Chałubiński, Jan Kasprowicz, Rudolf Zuber et Józef Szajna, entre autres.

## Publications (sélection)
- Piotr Fronczewski – próba portretu, Cracovie, KIK, 1991
- Piotr Fronczewski opisany, Cracovie, Baran i Suszczyński, 1995
- Jan Nowicki, Cracovie, Baran i Suszczyński, 1995
- „Taki nam się snuje dramat” Stary Teatr 1945-1995 Album Wspomnień, Cracovie, ATI, 1997
- Mój alfabet, Cracovie, Astra, 1998
- Bolek Greczyński- odejście i powrót, Cracovie, Astra, 1998
- Gwiazdy kina, teatru i nie tylko, Brzesko, Brzeska Oficyna Wydawnicza, 2003[2]
- Paweł Małaszyński, Cracovie, Czarny Koń, 2010
- Marian Dziędziel, Cracovie, Czarny Koń, 2012[3]
- Franciszek Pieczka – Mateusz – Woyzeck – Jańcio Wodnik, Godów: Gminne Centrum Kultury, Sportu i Turystyki, 2013
- Przeszłość jest to dziś tylko cokolwiek dalej, Cracovie, Dom Wydawnictw Naukowych, 2013
- Franciszek Pieczka na 90 lecie urodzin, Cracovie, Protagonista, 2018
- Stary Teatr zawsze młody, Cracovie, Protagonista, 2020
- Maria Malicka – Grzesznica bez winy, Cracovie, Protagonista, 2021
- Krzemiński – sous la direction du prof. E. Orzechowski, Cracovie, Wydawnictwo Universitas, 1991 (collectif)
- Szkoła, teatr, szczęście – sous la direction de D. Domański, Cracovie, Wydawnictwo ATI, 1999
- Kwadrat – Varsoviee, Teatr Kwadrat, 2014 (coll. sous la direction de Roman Dziewoński)
- 16 lat Krakowskiego Samorządu, Cracovie, UMK, 2016 (collectif)
- Pamiętam ten smak - ulubione przepisy i wspomnienia znanych osób –  sous la direction de. J. Jakubowicz, D. Domański, Cracovie, Studio ACORD, 2023
- Franciszek Pieczka Honorowy Obywatel Godowa, sous la direction de D Domański et A Marcisz - Godów - 2024 r.
- Franciszek Pieczka Portret Przyjaciela „Odczytać dobro…”, Cracovie, Studio ACORD, 2024
- Piotr Fronczewski Portret Przyjaciela „Odczytać prawdę i poczucie humoru”, Cracovie, Studio ACORD, 2024
- Maria Malicka Portret Przyjaciela „Odczytać fenomen i piękno…”, Cracovie, Studio ACORD, 2024
- Jan Nowicki Portret Przyjaciela „Odczytać tradycje i szczerość”, Cracovie, Studio ACORD, 2024
- Krzysztof Zanussi Portret Przyjaciela „Odczytać mądrość i pokorę", Cracovie, Studio ACORD,2025